# تأثير إهمال الطفل في مرحلة الطفولة المبكرة على النمو
 تأثير إهمال الطفل في مرحلة الطفولة المبكرة على النمو يعد إهمال الطفل, أو تجاهله في الغالب, من أشهر نماذج سوء معاملة الأطفال. وغالبية من يمارسون هذا النوع من العنف ضد الأطفال والإهمال يكون الوالدين نفسهما، حيث يشكل آباء الضحايا نسبة 79.4% من إجمالي من يمارسون العنف والإهمال ضد الأطفال، ومن بين هذه النسبة، هناك 61% يهملون أطفالهم تمامًا. ويمكن أن يتسبب إهمال الطفل في مرحلة الطفولة المبكرة في حدوث تأثيرات ضارة على النمو الجسدي والعاطفي والإدراكي يمكن أن تستمر حتى مرحلة البلوغ.

## تطور الصحة البدنية
أظهرت البحوث أنه عند بلوغ الطفل ستة أعوام وكان قد تعرض لخبرات ضارة مثل الإهمال، فإن ذلك يزيد من احتمالات تدهور صحته البدنية ككل بنسبة الضعف. ويمكن أن تكون الصحة البدنية للرضع ضعيفة إذا تعرضوا للإهمال حتى من قبل الولادة، فالطفل المحروم من احتياجاته الأساسية مثل رعاية ما قبل الولادة يكون عرضة لخطر الولادة المبكرة أو مضاعفات أثناء الولادة.
من النتائج الشائعة للإهمال الطبي هي عدم القدرة على النمو لدى حديثي الولادة والأطفال. وتنشأ هذه المشكلة عند حرمان الطفل من التغذية المناسبة أو العناية الطبية اللازمة للنمو البدني السليم والتطور. ونتيجة لذلك، يُترك الطفل المهمل عرضة لاحتمال إصابته بإعاقات بدنية دائمة.

## التطور الاجتماعي والعاطفي

### التعلق وتجنب العلاقات الحميمة
يحتاج الطفل في مرحلة النمو إلى التغذية السليمة والحماية وتنظيم التعلق، حيث يعاني ما يقرب من 80% من الأطفال المهملين من أعراض اضطراب التعلق حيث يشعرون بعدم الأمان في تعلقهم بمن يقدمون لهم الرعاية نتيجة لنقص الاستجابة العاطفية من مقدمي الرعاية. وسوف يؤدي هذا الاضطراب في التعلق بمقدمي الرعاية الأولية إلى تغير علاقات الأطفال المستقبلية مع أقرانهم؛ حيث يصبحون منعزلين عن الآخرين عاطفيًا وجسديًا مع انخفاض احتمال تكوين روابط عاطفية. علاوةً على ذلك، فإنه نتيجة لما تعرضوا له من سوء معاملة في الماضي، يشعر الأطفال المهملون أن تكوين علاقات حميمة مع الآخرين يفقدهم السيطرة على حياتهم ويجعلهم أكثر عرضة للمخاطر.

### التحلل من القيود العاطفية
يفتقر الأطفال الذين تعرضوا للإهمال إلى الحس العاطفي السليم، كما ينقصهم القدرة على فهم التعبيرات العاطفية للآخرين ويجدون صعوبة في التمييز بين المشاعر. وعند التعرض لمهام حل المشكلات، يتسم رد فعل الأطفال الذين تعرضوا للإهمال بالغضب والإحباط ويكونون أقل حماسًا لاستكمال المهام الجديدة. وكثيرًا ما يعاني هؤلاء الأطفال المهملون من ذكريات مؤلمة عن الماضي حيث كانوا يتحكمون في عواطفهم بكبتها.

## التطور النفسي
يمكن أن يؤدي سوء المعاملة والإهمال في الطفولة إلى الإصابة بـاضطراب ما بعد الصدمة (PTSD) والكآبة واضطرابات القلق في الحياة فيما بعد. وعلى الرغم من أننا لا نرى الاكتئاب الشديد لدى الأطفال الصغار مقارنة بالبالغين إلا أنه لا يزال سائدًا لديهم.

## التطور الأكاديمي والمعرفي
أظهرت دراسات تصوير الأعصاب باستخدام التصوير بالرنين المغناطيسي أن البناء العقلي للطفل المهمل يتغير بشكل كبير، فقد تبين حدوث اضمحلال في حجم الدماغ الكلي للأطفال المهملين وتغيره بشكل ملحوظ مع تقلص منطقة الجسم الثفني وزيادة حجم نظام البطين مما يؤدي إلى الحد من النمو والتطور المعرفي. وأظهرت المزيد من الدراسات أن الأطفال المهملين يعانون من ضعف تكامل النصفين الكرويين بالدماغ وتأخر في نمو منطقة القشرة المخية الجبهية التي تؤثر في المهارات الاجتماعية للطفل.
وأشارت دراسات التقدم الأكاديمي للأطفال المهملين أنهم قد يعانون من تراجع أدائهم الأكاديمي، فالأطفال الذين تعرضوا للإهمال يكونون أكثر عرضة للإصابة بتشتت الانتباه وضعف التحصيل الأكاديمي. فضلاً عن ذلك، فإن الإهمال في مرحلة الطفولة المبكرة يمكن أن يؤدي إلى ارتفاع مستويات الإجهاد لدى الأطفال، ويمكن أن تؤدى المستويات المرتفعة من الإجهاد إلى إفراز مستويات عليا من هرمون الكورتيزول مما يتسبب في تدمير الحُصين، الأمر الذي يمكن أن يؤثر على تعلم الطفل وذاكرته.
أظهرت دراسة قامت بفحص التطور الحركي واللغوي والمعرفي لدى الأطفال المهملين أن نتائج مقاييس بايلي لتطور الرضع كانت أقل بشكل ملحوظ من الأطفال الذين لم يتعرضوا لسوء المعاملة، وأظهر الأطفال الذين تعرضوا للإهمال ضعفًا في السيطرة الذاتية والافتقار إلى الإبداع في حل المشكلات. وأصبحت الاختبارات المعيارية مشكلة تواجه الأطفال المهملين لضعف أدائهم العقلي وتحصيلهم الأكاديمي، كما أن أداء الأطفال المهملين يكون أكثر ضعفًا في اختبارات مقياس الذكاء مقارنة بالأطفال الذين لم يتعرضوا لسوء المعاملة.